# Rooseveltova (Brno)
Rooseveltova je ulice ležící v centru Brna. Nachází se v městské čtvrti Brno-město a přináležící k městské části Brno-střed. Ulice je orientovaná z jihovýchodu na severozápad a leží v prostoru bývalých brněnských hradeb, po jejichž zbourání se stala součástí brněnské okružní třídy. Na jižním konci v prostoru Malinovského náměstí na ni navazuje ulice Divadelní. Na severním konci ústí Rooseveltovau Augustiniánského kláštera na Moravském náměstí. 

## Pojmenování
V roce 1867 byla ulice na památku nejtěžších bojů, které se v těchto místech brněnských hradeb odehrály při obraně Brna proti Švédům v roce 1645, pojmenována jako Schwedengasse tedy Švédská. Část dnešní ulice pak nesla název Basteigasse čili Hradební nebo Na hradbách. V letech 1913 až 1918 nesla Hradební k uctění skladatele Richarda Wagnera název Richard-Wagner-Gasse. Dle amerického prezidenta Rranklina Delano Roosevelta byla ulice pojmenována v roce 1946.

## Významné budovy a instituce
- Janáčkovo divadlo
- Krajský soud v Brně

## Galerie

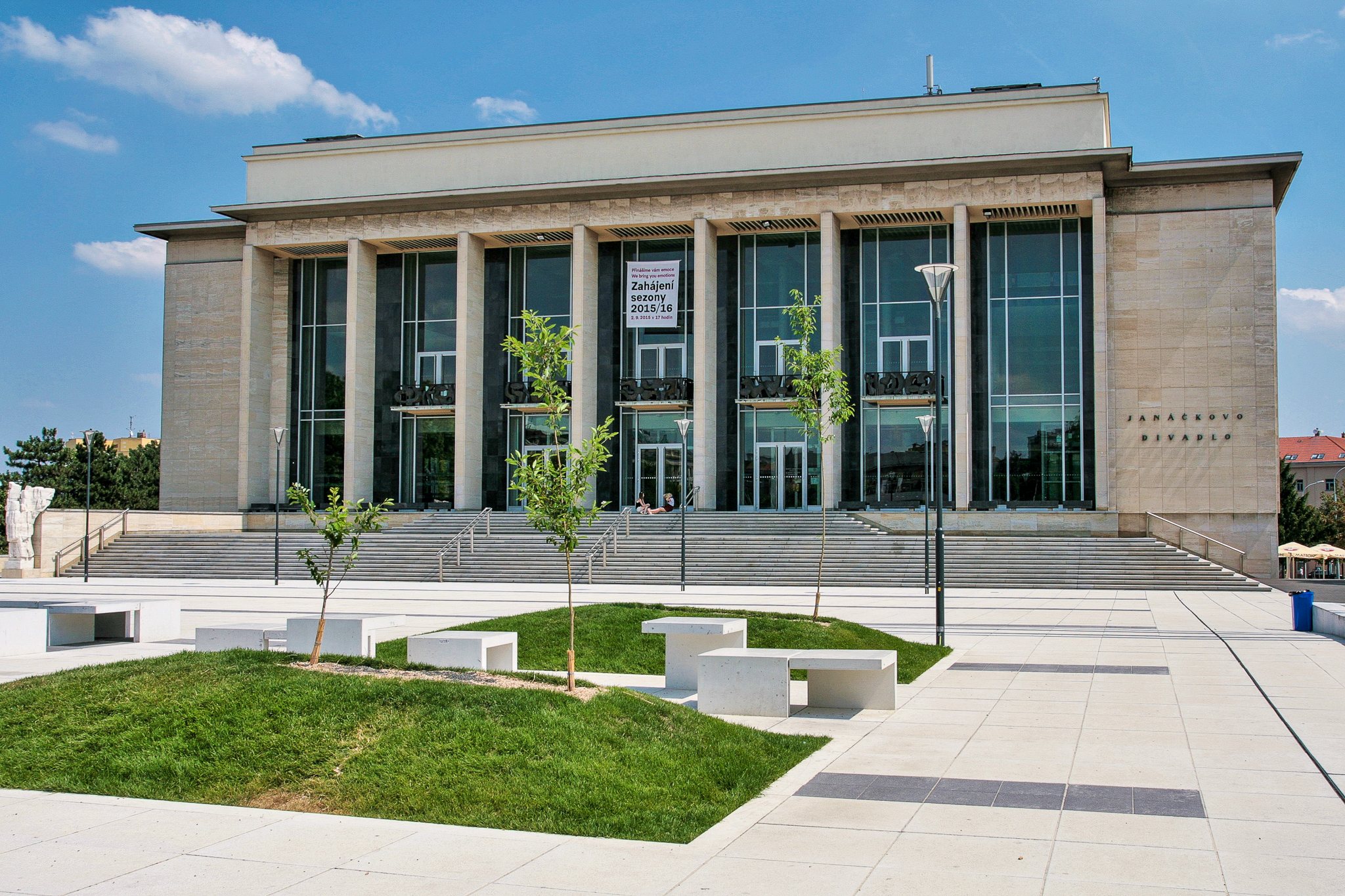
Rekreační plocha před Janáčkovým divadlem
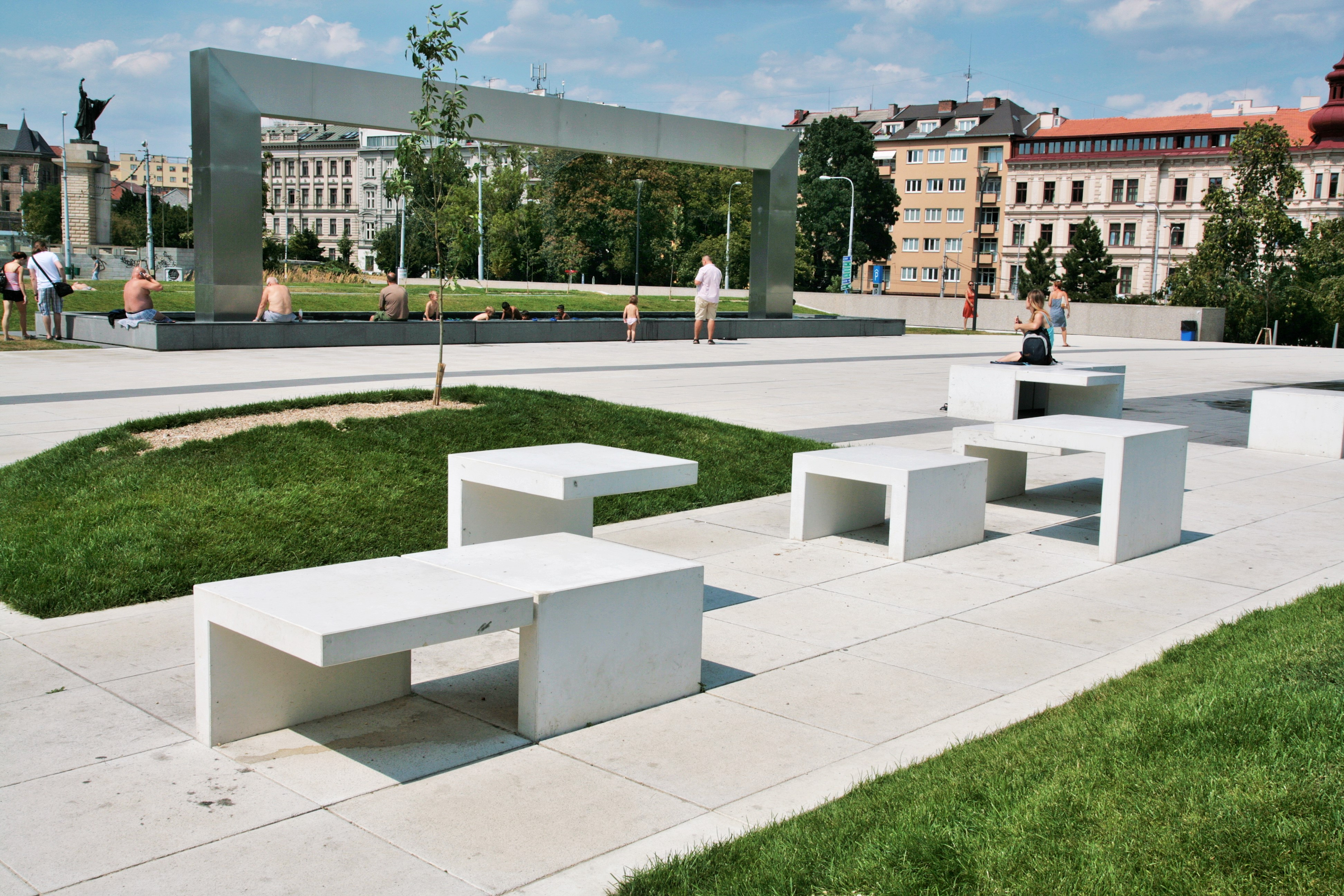
Posezení před divadlem, v pozadí kašna s vodopádem
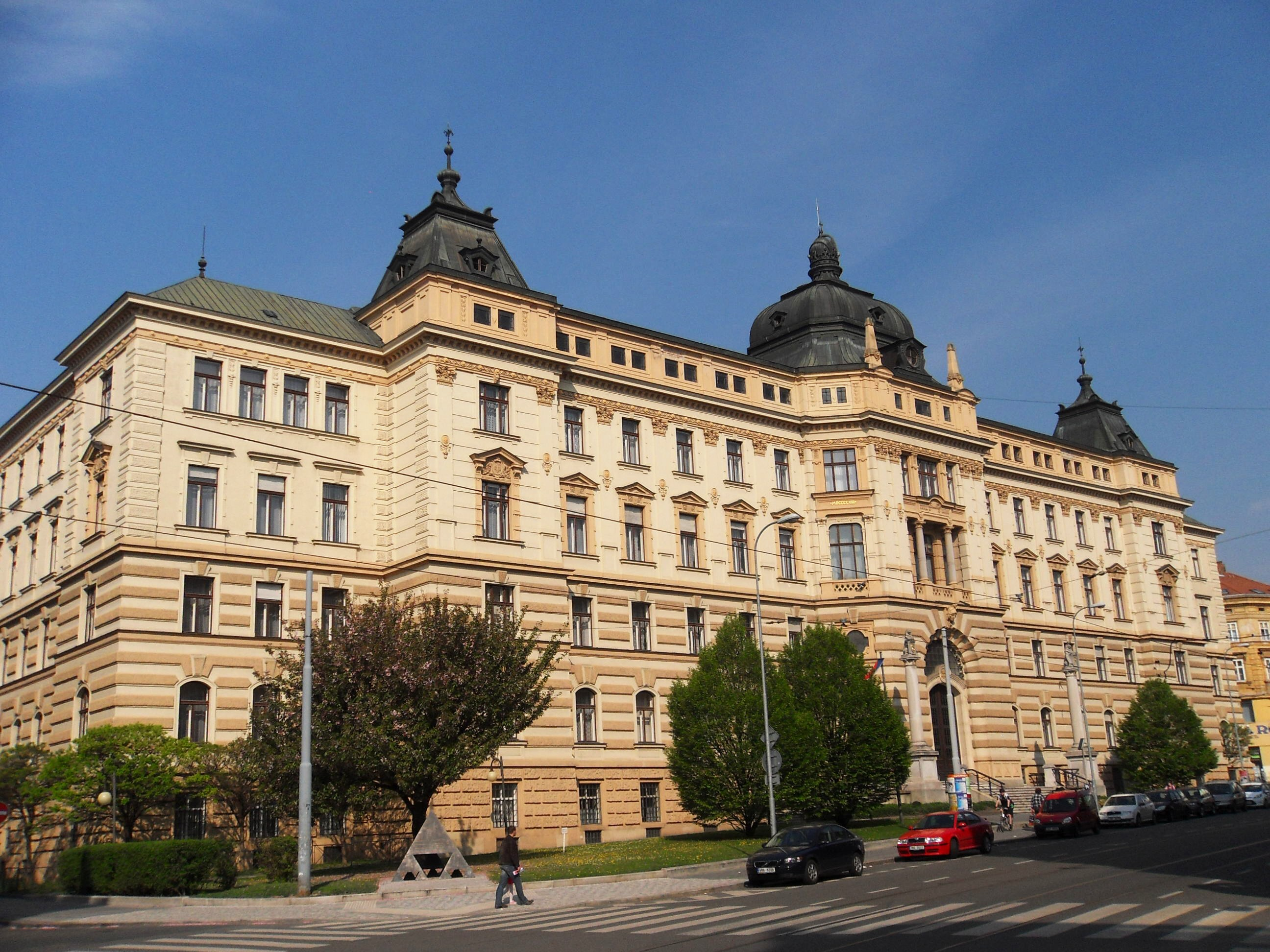
Justiční palác
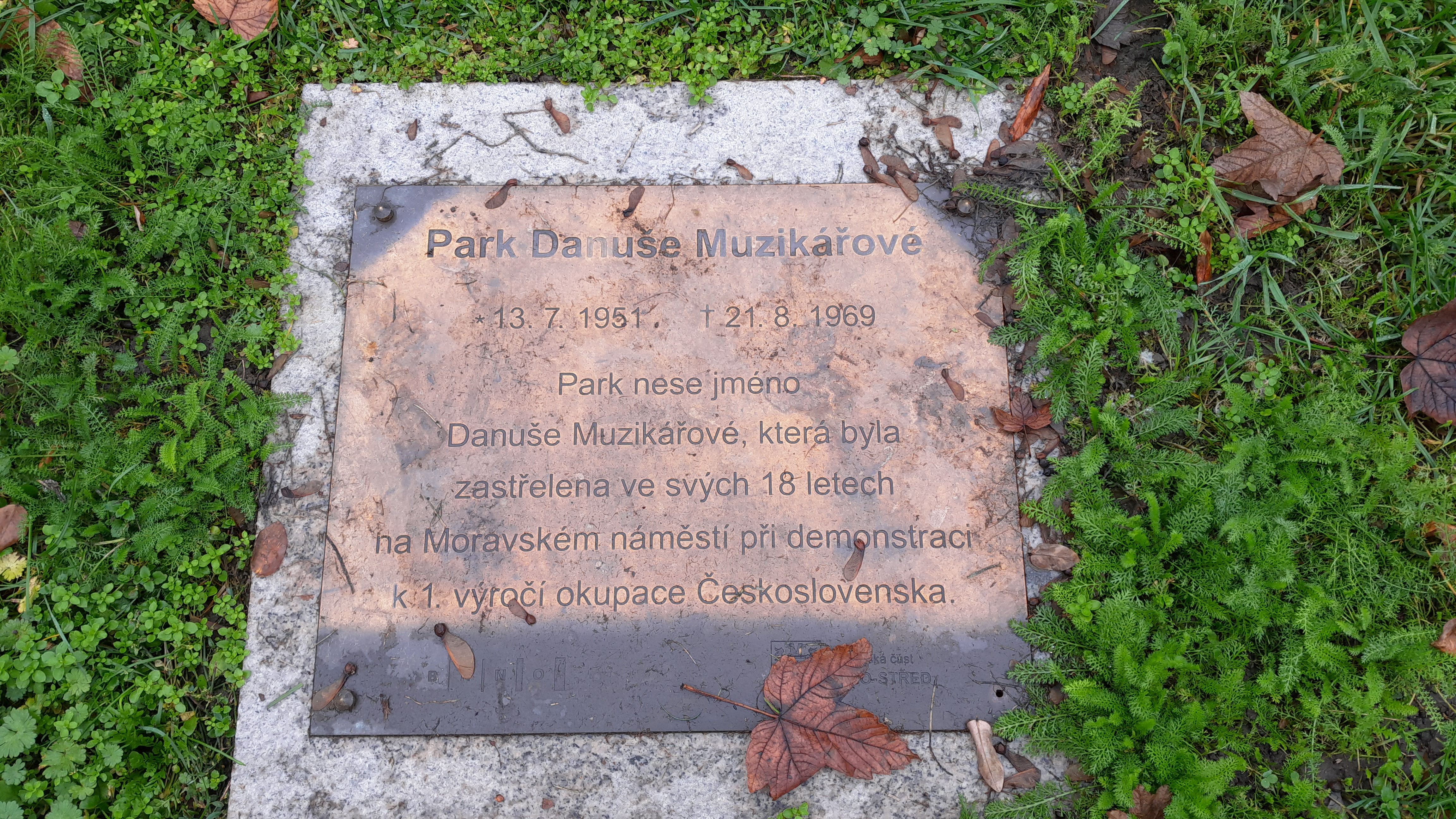
Pamětní deska Danuše Muzikářové
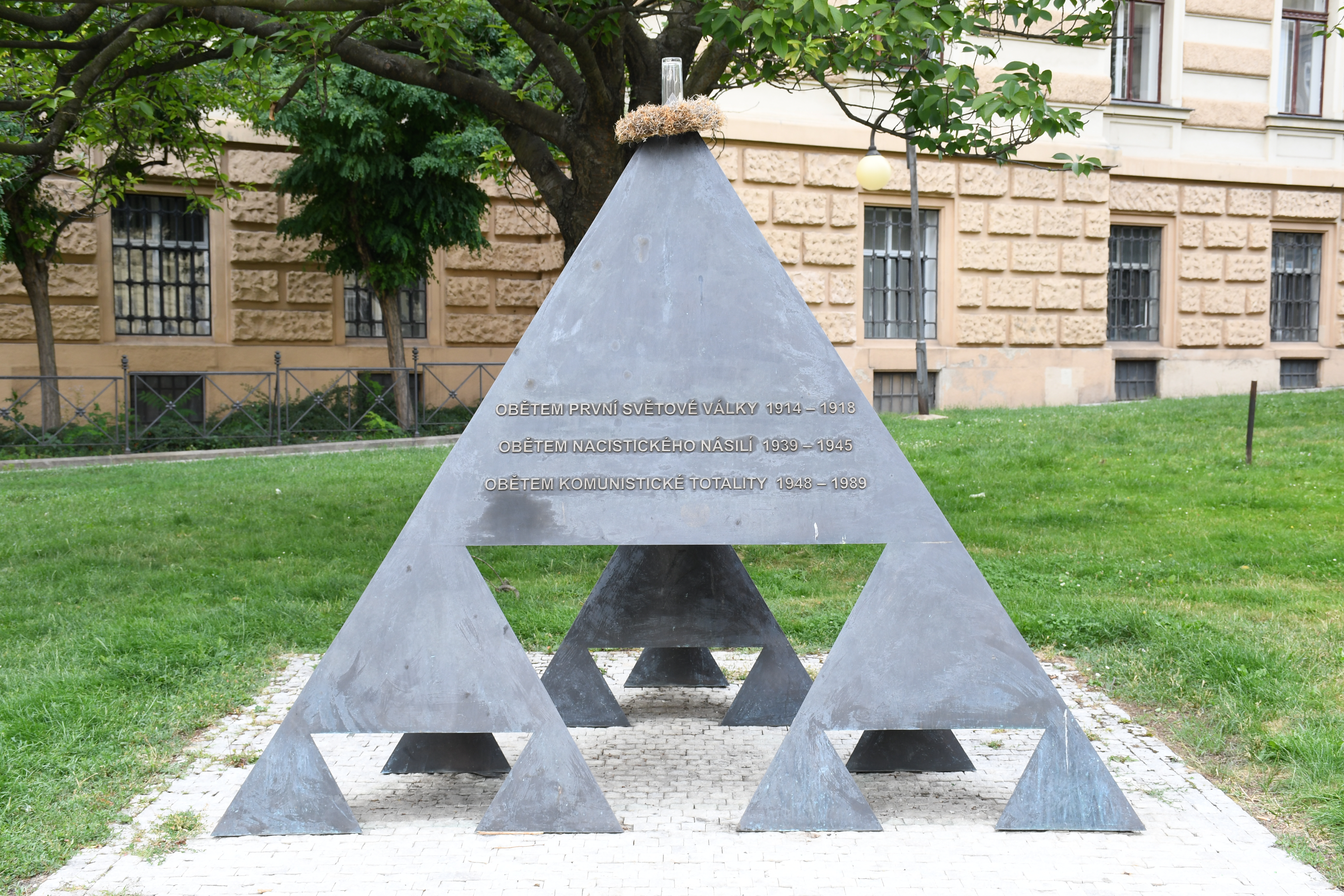
Pomník tří odbojů
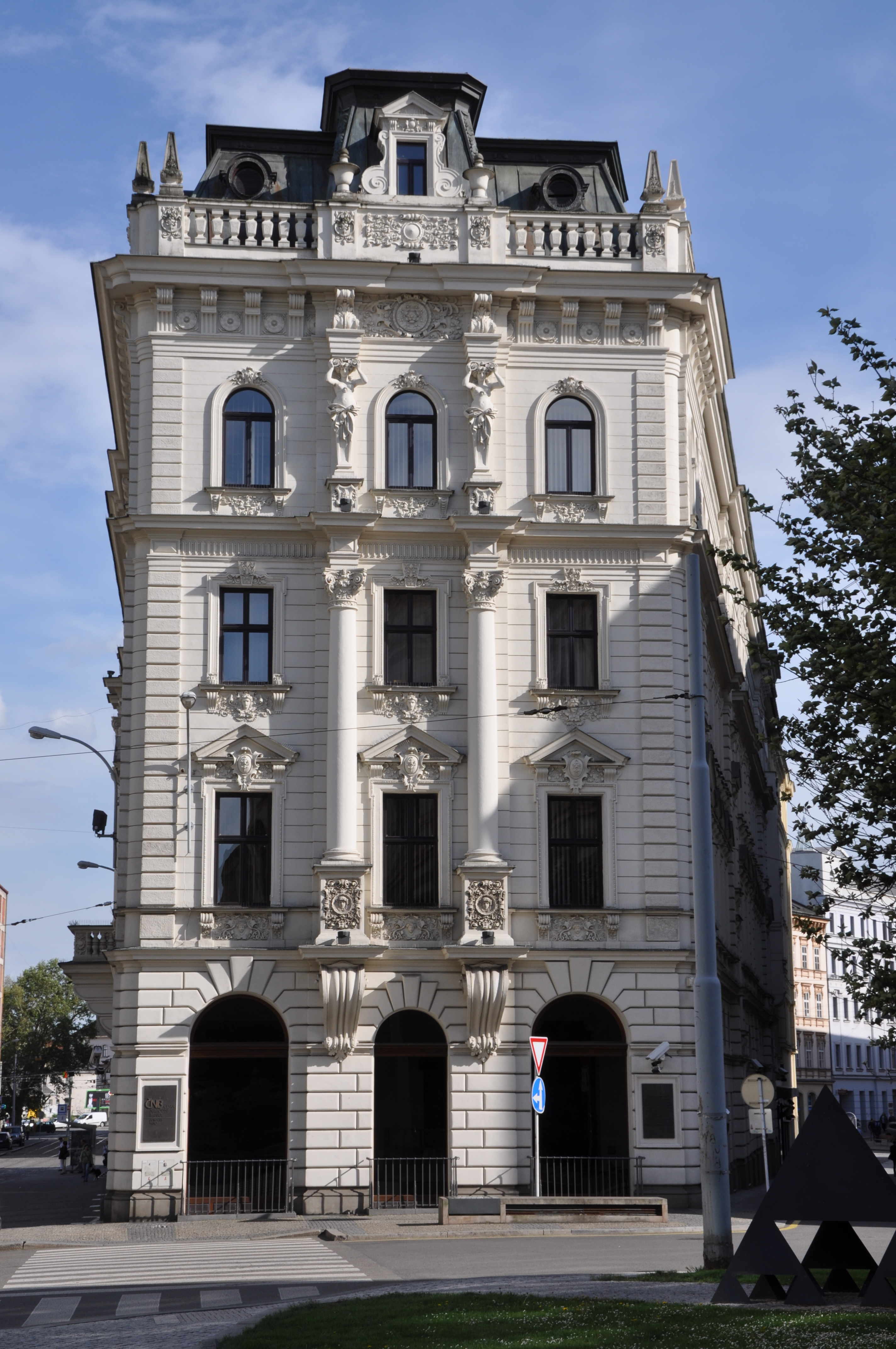
Budova pobočky ČNB